# Saint-Martin-de-Villereglan
Saint-Martin-de-Villereglan är en kommun i departementet Aude i regionen Occitanien  i södra Frankrike. Kommunen ligger  i kantonen Limoux som ligger i arrondissementet Limoux. År 2022 hade Saint-Martin-de-Villereglan 386 invånare.

## Befolkningsutveckling
Antalet invånare i kommunen Saint-Martin-de-Villereglan
Referens: INSEE